# Mojave Experiment
Het Mojave Experiment was een marketings- en promotiestunt van Microsoft voor zijn besturingssysteem Windows Vista. Het doel van het experiment was de collectieve mening over Vista te verbeteren. De stunt had gelijkenissen met het Pepsi-experiment waarbij mensen afgaande op een blinde smaak de voorkeur gaven aan Pepsi in plaats van marktleider Coca-Cola, terwijl ze vooraf de voorkeur gaven aan de ander.

## Inleiding
Al sinds de lancering van Windows Vista (30 januari 2007 in Europa) werd er veel kritiek geuit op dit besturingssysteem. Vista zou geen ondersteuning bieden voor oudere hardware en zou bovendien erg log en zwaar zijn, waardoor het niet naar behoren werkte op de gemiddelde huis-pc. Vista en Microsoft hadden daardoor een slechte reputatie opgebouwd en Microsoft wilde daar verandering in brengen.

## Verloop van het experiment
Het Mojave Experiment nodigde 140 mensen uit om het nieuwste Microsoft OS "Mojave" te komen bekijken. Alle voorstellingen en dialogen werden gefilmd door verborgen camera's.
Eerst moest elke deelnemer zijn mening over, en een cijfer voor, Windows Vista geven. Het gemiddelde cijfer dat Vista kreeg was een 4,4. Daarna liet een Microsoft-instructeur elke deelnemer Windows Mojave zien. Nu moest de deelnemer opnieuw een cijfer geven, ditmaal voor Windows Mojave. Mojave scoorde beduidend beter en kreeg gemiddeld een 8,5. Uiteindelijk werd onthuld dat Windows Mojave eigenlijk Windows Vista was. Volgens Microsoft zouden veel gebruikers het hoger geklasseerd hebben indien ze meer tijd hadden gekregen om het besturingssysteem te verkennen.
Microsoft wilde met het experiment bewijzen dat het negatieve beeld van Vista een zeepbel was. Onder het motto 'See for yourself, Now decide for youself' (Kijk zelf, Beslis nu zelf) wilde het bedrijf mensen ertoe aansporen zelf Vista te proberen en ervaren in plaats van zich een mening te vormen op basis van wat anderen dachten.
Om het experiment te ondersteunen, werd er een reclamecampagne op poten gezet waarin stukjes video van het Mojave Experiment te zien waren.

## Kritiek
Het Mojave Experiment zorgde naast verrassende reacties ook voor kritiek. Zo vonden veel bloggers het verdacht dat Mojave telkens getoond werd door een instructeur. Het zou om een getweakte Vista kunnen gaan, die daardoor sneller en stabieler was. Bovendien zou de Mojave-demonstratie telkens maar tien minuten geduurd hebben, waardoor het onmogelijk was zich een onderbouwde mening te vormen.